# 和歌山県立貴志川高等学校
和歌山県立貴志川高等学校（わかやまけんりつ きしがわこうとうがっこう）は、和歌山県紀の川市貴志川町長原に所在する公立の高等学校。
通称は貴志高（きしこう）。

## 設置学科
- 普通科（1学年あたり120名）
- 人間科学科（1学年あたり40名）

昭和40年
保育科家政科設立
平成11年度に人間学科設立のため保育科募集停止となった。

## 校訓
- 以和為貴 - 和をもって貴しとなす

## 沿革
- 1948年 - 和歌山県立那賀高等学校貴志分校として開校
- 1960年 - 和歌山県立貴和高等学校として独立
- 1983年 - 和歌山県立貴志川高等学校に改称

## アクセス
- 和歌山電鐵貴志川線甘露寺前駅下車

## 主な卒業生
- 村田昴 - アマチュアボクサー、全日本選手権優勝
- 津田拓也 - オートバイレーサー